# Proizvodni dejavnik
Proizvodni dejavniki so v ekonomiji surovine ali inputi, ki so uporabljeni v proizvodnem procesu za proizvodnjo outputa, tj. dobrin in storitev. Uporabljene količine inputov določajo količino outputa glede na razmerje, ki se imenuje proizvodna funkcija. So štirje osnovni proizvodni dejavniki: zemlja, delo, kapital in podjetnik (ali podjetje). Dejavniki so pogosto imenovani »proizvodne dobrine in storitve«, da se ločijo in dobrin in storitev, ki jih kupujejo potrošniki in se pogosto imenujejo »potrošne dobrine«.
Sta dve vrsti dejavnikov: primarni in sekundarni. Prej omenjeni primarni dejavniki so zemlja, delo in kapital. Materiali in energija veljajo v klasični ekonomiji za sekundarne dejavnike, ker jih pridobimo z zemljo, delom in kapitalom. Primarni dejavniki omogočajo proizvodnjo, ampak ne postanejo del produkta (kot surovine), niti se med proizvodnim procesom značilno ne spremenijo (kot se gorivo, ki poganja stroje). Zemlja ne vključuje samo mesta proizvodnje, ampak tudi naravne vire nad ali pod zemljo. V zadnjem času se človeški kapital (zaloga znanja v delovni sili) ločuje od dela. Podjetništvo včasih velja za proizvodni dejavnik. Včasih je kot proizvodni dejavnik navedeno tudi celotno stanje tehnologije. Število in opredelitev dejavnikov se razlikuje glede na teoretičen namen, empiričen poudarek in ekonomsko šolo.

## Ekonomske šole

### Klasična ekonomija
Klasična ekonomija Adama Smitha, Davida Ricarda in njunih sledilcev se pri opredeljevanju proizvodnih dejavnikov osredotoča na fizične surovine in obravnava porazdelitev stroškov in vrednosti med temi dejavniki. Adam Smith in David Ricardo opredeljujeta »sestavne dele cene« kot stroške:
- zemlja ali naravna surovina — dobrine v naravi, kot so voda, zrak, zemlja, minerali, rastlinstvo, živalstvo in ozračje, ki se uporabljajo v ustvarjanju produktov. Plačilo lastniku zemlje je renta, provizija in dobro ime.
- delo — človeški trud, uporabljen v proizvodnji, ki vključuje tudi tehnično znanje in znanje marketinga. Plačilo za delo druge osebe in ves dohodek, prejet iz naslova lastnega dela je mezda. Delo je mogoče tudi opredeliti kot fizični in umski prispevek zaposlenega k proizvodnji dobrin.
- kapital — proizvedene dobrine, uporabljene v proizvodnji drugih dobrin, kot so stroji, orodja in zgradbe. So fiksne ali variabilne. Fiksne so enkratne naložbe, kot so stroji in orodja, variabilne pa gotovina, denar na transakcijskem računu in surovina.

### Marksizem
Marx je imel za osnovne dejavnike delovnega procesa ali sile produkcije:
- delo
- subjekt dela — objekti, ki so transformirani z delom, kot so naravni viri in surovine, vključno z zemljo
- instrumenti dela (ali sredstva dela)[7] — orodja v najširšem smislu. Vključujejo toarniške zgradbe, infrastrukturo in druge proizvedene stvari, ki omogočajo delovno proizvodnjo dobrin in storitev.

### Neoklasična ekonomija
Neoklasična ekonomija, ena od vej prevladujoče ekonomije, je na začetku vsebovala klasične proizvodne dejavnike zemljo, delo in kapital. Skozi čas pa je razvila alternativno teorijo vrednosti in porazdelitve. Veliko njenih privržencev je dodalo različne dodatne proizvodne dejavnike. Neoklasični proizvodni dejavniki so:
- kapital — ima veliko pomenov, med drugim finančni kapital, ki ga zberemo za vodenje in širjenje podjetja. V ekonomiji sicer »kapital« (brez pridevnikov) pomeni dobrine, ki se bodo v prihodnosti uporabljale za proizvodnjo drugih dobrin, kot posledica naložbe. Nanaša se na stroje, ceste, tovarne, šole, infrastrukturo in zgradbe s pisarnami, ki so jih ljudje proizvedli za ustvarjanje dobrin in storitev.
- fiksni kapital — vključuje stroje, tovarne, opremo, novo tehnologijo, zgradbe, računalnike in druge dobrine, ki so oblikovani za povečevanje proizvodnega potenciala ekonomije v prihodnjih letih. Danes velja računalniška programska oprema za obliko fiksnega kapitala in je kot taka obravnavana v nacionalnih računih ZDA in drugih držav. Ta oblika kapitala se ne spreminja zaradi proizvodnje dobrin.
- variabilni kapital — vključuje zalogo končanih in pol-končanih dobrin, ki bodo ekonomsko potrošena v bližnji prihodnosti ali bodo v bližnji prihodnosti izdelana v končno potrošniško dobrino. Pogosto ga imenujemo inventar. Izraz »fiksni kapital« se lahko nanaša tudi na tekoča sredstva (denar), potrebna za tekoče izdatke, povezane s proizvodnim procesom (za plačilo plač, računov, davkov, obresti...). V vsakem primeru se znesek ali narava te vrste kapitala med proizvodnim procesom običajno spreminja.
- finančni kapital — znesek denarja, ki ga je začetnik posla investiral v podjetje. »Finančni kapital« se pogosto nanaša na vrednost osebe, vezano v poslovnih sredstvih minus obveznosti, čeprav izraz pogosto vključuje tudi izposojen denar.
- tehnološki napredek — Ekonomisti vedo že več kot stoletje, da kapital in delo nista vir vse gospodarske rasti. Oblikovan je bil predlog, da bi tehnološki napredek v teorijo vključili z uvedbo novih proizvodnih dejavnikov – kapitalske storitve in storitve dela. Danes je tehnološki napredek v ekonomskih modelih viden v produkcijskih funkcijah, ki vsebujejo skupno faktorsko produktivnost in Solowov ostanek, ki ju ekonomisti pogosto imenujejo tehnološki napredek.